# Marcus Miller
Julian Marcus Miller, född 14 juni 1959 i Brooklyn i New York, är en amerikansk jazzmusiker, kompositör och producent.

## Biografi
Miller växte upp i Jamaica, New York i en musikalisk familj och influerades tidigt av sin far, som var kyrkorganist och körledare, såväl som av resten av hans familj. Marcus Miller visade ett tidigt intresse för all typ av musik, och redan vid tretton års ålder var han mycket duktig på att spela klarinett, piano och bas. Det var ändå basen som var det som han fullt intresserade sig av, och vid femton års ålder spelade han ofta med olika band på klubbar i New York. Inte långt efteråt började han spela bas och skriva låtar för och med flöjtisten Bobbi Humphrey och keyboardisten Lonnie Liston Smith.
Miller tillbringade de följande fem åren som studiomusiker i New York, och arbetade med musiker och sångare som Aretha Franklin, Roberta Flack, Grover Washington Jr., Bob James och David Sanborn med flera.
Han spelade bas på över 400 inspelningar med diverse artister som Joe Sample, McCoy Tyner, Mariah Carey, Bill Withers, Elton John, Bryan Ferry, Frank Sinatra och LL Cool J. År 1981 gav han sig ut på turné tillsammans med sin idol Miles Davis.
Därefter inriktade sig Miller på att producera. Hans första stora framgång som producent blev David Sanborns låt "Voyeur", vilket ledde till att Sanborn vann en Grammy och början av en lång vänskap med Sanborn.
Miller har efter det fortsatt producera album åt Sanborn, till exempel Close Up, Upfront, och 2000 års Grammy-vinnande Inside. 1986 samarbetade Miller med Miles Davis igen och producerade Albumet Tutu, det första av tre album han kom att producera åt Miles Davis.

## Diskografi, solo
- 1983 – Suddenly
- 1984 – Marcus Miller
- 1993 – The Sun Don't Lie
- 1994 – Tales
- 1998 – Live & More
- 2001 – M²
- 2003 – The Ozell Tapes: The Official Bootleg
- 2005 – Silver Rain
- 2007 – Free
- 2008 – Marcus